# Cerkev svetega Martina, Canterbury
Cerkev svetega Martina v Canterburyju v Angliji je nekoliko zunaj središča mesta in je bila prva cerkev, ustanovljena v Angliji, najstarejša župnijska cerkev v stalni uporabi in najstarejša cerkev v celotnem angleško govorečem svetu. Kot taka je skupaj s canterburyjsko stolnico in opatijo svetega Avguština del Unescove svetovne kulturne dediščine. Od leta 1668 je bila cerkev del beneficije svetega Martina in svetega Pavla Canterburyjskega. Cerkev svetega Martina in  bližnja svetega Pavla se uporabljata za tedenske obrede.

## Zgodovina
Sveti Martin je bila zasebna kapela kraljice Berte Normandijske že v 6. stoletju, preden je  Avguštin prišel iz Rima. Kraljica Berta je bila krščanska frankovska princesa, ki je prišla v Anglijo s svojim kaplanom, škofom Liudhardom. Kralj Ethelbert Kentski, njen poganski mož, jo je pustil opravljati verske obrede v prenovljeni (okoli leta 580) cerkvi, za katero častitljivi Beda pravi, je bila v uporabi v poznem rimskem obdobju, a se je nehala uporabljati. Kot je Beda posebej navedel, je bila ta cerkev posvečena svetemu Martinu iz Toursa, mesta v bližini, kjer je Berta odraščala.
Ob prihodu Avguština je bila uporabljena kot sedež misijona svetega Martina, takoj razširjena (leta 597) in v njej je bil kmalu krščen tudi kralj Ethelbert. S hitro ustanovitvijo stolnice in opatije je cerkev svetega Martina izgubila pomen, a ohranja svoje prvenstvo in zgodovinski pomen.
Tik pred letom 1844 so v cerkvi našli zlate kovance, ki lahko segajo v konec 6. stoletja, med katerimi je tudi Liudhardova medalja, zlat anglosaški kovanec ali majhna medalja, na katerem je podoba figure z diademom, ki naj bi se po legendi nanašala na Liudharda. 

## Arhitektura
Lokalne najdbe dokazujejo, da je krščanstvo že obstajalo na tem delu mesta in da je bila pri gradnji cerkve uporabljena rimska opeka ali spolia, pa tudi celotni deli zidov z rimskimi strešniki. V središču cerkve so opečni ostanki rimske grobnice vgrajeni v konstrukcijo.  Več delov zidov je očitno zelo zgodnjih, morda je bil zazidan kvadratni vhod v prezbiterij, vhod v Bertino cerkev, medtem ko so drugi deli zidu iz obdobja po gregorijanskem misijonu v 7. ali 8. stoletju, vključno z večino ladje. Apsida, ki je bila prvotno na vzhodnem koncu, je bila odstranjena.  Stolp je mnogo poznejši, je v angleškem poznogotskem slogu (perpendicular). Cerkev je na seznamu zaščitenih zgradb, razred I.

## Grobnice
Na pokopališču so grobovi številnih pomembnih lokalnih družin in znanih ljudi, med njimi sta slikar krajin Thomas Sidney Cooper in Mary Tourtel, avtorica stripa Rupert Bear.

## Glasba
Cerkev goji močno glasbeno tradicijo od obdobja menihov svetega Avguština pa do danes. 
- Zahodni del cerkve svetega Martina
- Notranjost
- Lesen kip Berte Kentske na južni steni